# Stenoma metroleuca
Stenoma metroleuca es una especie de polilla del género Stenoma, orden Lepidoptera.
Fue descrita científicamente por Meyrick en 1930.

## Distribución
Habita en el continente de América.